# Irena Armutidisová
Irena Armutidisová rozená Tichá (* 18. července 1956 České Budějovice) je česká fotografka a vysokoškolská pedagožka, členka tvůrčí skupiny Milan.

## Život

### Raná léta, studium a rodina
Narodila se 18. července 1956 v Českých Budějovicích, vyrůstala však na Opavsku, do roku 1970 v Melči nedaleko Opavy a poté přímo v Opavě. Roku 1974 se vyučila fotografkou v Družstvu Fotografia Opava a poté studovala v letech 1975–1977 na Střední uměleckoprůmyslové škole v Brně obor užitá fotografie pod vedením Karla O. Hrubého.
V Brně zůstala i po dokončení středoškolského studia a v roce 1978 se provdala za spolužáka Milana Žáčka. V roce 1984 se však rozvedla a o rok později se jejím manželem stal akademický sochař Nikos Armutidis, s nímž začala bydlet ve Veverských Knínicích poblíž Brna. Její o 7 let mladší sestra Zuzana pojala za muže Nikosova mladšího bratra a Veverské Knínice se staly jejich bydlištěm, zatímco o rok mladší bratr Vladimír Tichý se vydal na chirurgickou dráhu ortopeda v brněnské nemocnici. V roce 1988 se Ireně s Nikosem narodila dcera a získala jméno po své matce, zatímco profesním zaměřením následovala otce.
S dalším studiem pak Irena Armutidisová pokračovala až po sametové revoluci, kdy v letech 1991–1994 absolvovala bakalářské a následně v letech 1996–1998 i magisterské studium na Institutu tvůrčí fotografie Filozoficko-přírodovědecké fakulty Slezské univerzity v Opavě (FPF SUO). Stala se zdejší historicky první magisterskou absolventkou. Spolu se spolužáky založila fotografickou skupinu Milan a začala se věnovat také volné fotografické tvorbě, počínaje diplomovou prací Mužské akty a konče krajinářskou fotografií, jíž se věnovala později, příležitostně také portrétům či zátiším.

### Profesní dráha
V letech 1977–1978 Armutidisová krátce pracovala v Městském kulturním středisku S. K. Neumanna v Brně a poté od roku 1979 na dlouhou dobu zakotvil jako fotografka ve fotografickém ateliéru Moravské galerie v Brně (do roku 2001). Spolupracovala zde s mnoha výtvarníky, podílela se na celé řadě katalogů a fotografických publikací, věnovala se také kurátorské činnosti.
Svoje pedagogické působení zahájila v roce 1996 na Filozofické fakultě Masarykovy univerzity (FF MU) v Brně, kde externě vyučuje program Fotografie v umění v rámci Semináře dějin umění. Po absolvování magisterského studia a ukončení práce v Moravské galerii začala od roku 2001 navíc působit jako odborná asistentka a vedoucí Kabinetu fotografie na Fakultě výtvarných umění Vysokého učení technického v Brně (FaVU VUT). V roce 2012 byla habilitována docentkou výtvarné tvorby s prací na téma Celková umělecká fotografická tvorba. Od května 2007 do prosince 2013 zde byla také proděkankou pro tvůrčí činnost a vnější vztahy.
Od roku 2012 nastoupila jako prorektorka pro marketing a vnější vztahy VUT v Brně. Během jejího působení v této funkci škola mimo jiné v roce 2015 přijala po 20 letech nové logo. Od dubna 2017 se jako jediná uchazečka stala na 4leté období děkankou Fakulty multimediálních komunikací Univerzity Tomáše Bati ve Zlíně (FMK UTB), když v této pozici vystřídala Janu Janíkovou. Učila zde také v ateliéru Reklamní fotografie. V dubnu 2021 ji nahradil nový děkan Josef Kocourek, Armutidisová však zůstala mimo jiné členkou Vědecké a umělecké rady FMK UTB. Byla ve skupině lidí, které Kancelář prezidenta republiky přizvala k prohlídce korunovačních klenotů 25. ledna 2023.